# Johan Henrik Egnell
Johan Henrik Egnell, född 24 juli 1761, död 12 februari 1828 i Västra Tollstads socken, Östergötlands län, var en svensk präst i Västra Tollstads församling.

## Biografi
Johan Henrik Egnell föddes 24 juli 1761. Han var son till regementspastorn vid Östgöta infanteriregemente. Egnell blev 1778 student vid Uppsala universitet, Uppsala och prästvigdes 1786. Han blev adjunkt i Ekeby församling, Ekeby pastorat, 1787 i Vists församling, Vists pastorat och 1788 i Östra Skrukeby församling, Östra Skrukeby pastorat. Egnell blev sistnämnda år extra ordinarie skvadronspredikant vid Östgöta kavalleriregemente. Han deltog i finska kriget och de stora sjödrabbningarna där. Egnell blev 1791 vikarierande pastor i Västra Tollstads församling, Västra Tollstads pastorat och kunglig hovpredikant 1793. År 1803 blev han kyrkoherde i Västra Tollstads församling, Västra Tollstads pastorat och 1808 prost. Han avled 12 februari 1828 i Västra Tollstads socken.

### Familj
Egnell gifte sig första gången med Catharina Charlotta Runberg. Hon var dotter till kyrkoherden Petrus Magni Runberg och Anna Brita Kihlström i Västra Tollstads socken. De fick tillsammans barnen Carl och Per Johan.
Egnell gifte sig andra gången med Fredrik Charlotta Kinman. Hon var dotter till kyrkoherden Leonhard Kinman och Gertrud Helena Berzelius i Röks socken.